# 上海海事职业技术学院
上海海事职业技术学院，是隶属于中国远洋海运集团的一所高职院校，其教育业务直接由上海市教委领导，并兼中海公司业务培训。学院具有50多年的职业教育办学历史，于1986年率先试办航海类高职教育，是上海市从事高等职业技术教育历史最长的院校之一。是上海十所示范性高职院校之一。
1998年通过国家海事局船员教育和培训质量体系认证。学院现已发展成为集学历教育、成人教育、船员培训和干部培训等功能于一体的高职院校。总校区地址為中国上海市浦东新区源深路158号，邮政编码為200120。

## 下属专业
- 国际航运业务管理
- 航海技术
- 轮机工程技术
- 电气自动化技术
- 计算机及应用
- 房地产经营与估价
- 集装箱运输管理
- 楼宇智能化工程技术
- .   [2012-10-04]. （原始内容存档于2020-09-30）.
- 商务英语
- 旅游英语
- 安全技术管理
- 制冷与空调技术
- 报关与国际货运
- 环境监测与治理技术
- 建筑装饰技术
- 应用艺术设计
- 影视多媒体技术
- 会展策划与管理
- .   [2012-10-03]. （原始内容存档于2020-11-18）.

## 精品课程
船舶操纵
《船舶操纵》 是航海技术专业重要专业课，是世界海事组织（IMO）《STCW78/95》公约所要求的海船船员必修知识。